# فلینگهاوزن
فلینگهاوزن (به آلمانی: Fellinghausen) یک منطقهٔ مسکونی در آلمان است که در کرویزتال واقع شده‌است.